# غريكوكوريون (ثيسبروتيا)
غريكوكوريون (Γραικοχώριον) هي مدينة في ثيسبروتيا في مقاطعة كينتريكي إلادا في اليونان.
يبلغ عدد سكانها حوالي 1177 نسمة.